# Neolarra vandykei
Neolarra vandykei là một loài Hymenoptera trong họ Apidae. Loài này được Michener mô tả khoa học năm 1939.